# Lipodystrophie Typ Berardinelli
Die Lipodystrophie Typ Berardinelli ist eine sehr seltene angeborene Erkrankung mit Riesenwuchs, zunehmendem Abbau des Fettgewebes (Lipodystrophie), Muskelhypertrophie, Insulinresistenz (nicht zu behandelnder) zu hoher Blutzucker(Hyperglykämie), Akromegalie, Veränderungen der Eierstöcke und Verdickung der Oberhaut.
Synonyme sind: Berardinelli-Seip-Syndrom; Seip-Lawrence-Syndrom; Diabetes, lipatrophischer; Lipatrophischer Diabetes mellitus; Brunzell-Syndrom; Lipodystrophie, generalisierte kongenitale; Progrediente Lipodystrophie; englisch Berardinelli-Seip congenital lipodystrophy; BSCL

## Vorkommen
Die Vererbung erfolgt autosomal-rezessiv.
Die Häufigkeit wird auf 1 zu 400.000 geschätzt.

## Ursache
Je nach zugrunde liegender Mutation können folgende Typen der englisch Congenital Generalized Lipodystrophy (CGL) unterschieden werden:
- Typ 1 mit Mutationen im AGPAT2-Gen auf Chromosom 9 Genort q34.3, welches für ein Enzym in der Biosynthese von Triglyceriden kodiert[3]
- Typ 2 mit Mutationen im BSCL2-Gen auf Chromosom 11 q12.3 für ein Reticulum endoplasmic seipin Protein (gehäuft Geistige Behinderung)[4]
- Typ 3 mit Mutationen im CAV1-Gen auf Chromosom 7 q31.2 für  Caveolin-1, zusammen mit Cavin-1 zu den Caveolae gehörend[5]
- Typ 4 mit Mutationen im CAVIN1 (PTRF)-Gen auf Chromosom 17 q21.2 für Cavin-1 (gehäuft Muskeldystrophie und Herzrhythmusstörung)[6]

Vereinzelt wurden auch Mutationen im PPARG-Gen auf Chromosom 3 p25.2 und im LMNA-Gen auf Chromosom 1 q22 nachgewiesen.
Das PPARG-Gen ist auch bei der FPLD3 (Familiäre partielle Lipodystrophie Typ 3) beteiligt, das LMNA-Gen bei der FPLD2 (Familiäre partielle Lipodystrophie Typ 2/Typ Dunningan), das BSCL2-Gen beim Silver-Syndrom (SPG17).

## Klinische Erscheinungen
Das Ausmaß der Lipodystrophie ist zwischen den genannten Typen unterschiedlich.
Klinische Kriterien sind:
- Krankheitsbeginn bereits in den ersten Lebensmonaten mit Gedeihstörung
- Progrediente den gesamten Körperstamm und das Gesicht betreffende Lipodystrophie
- Akromegaler Hochwuchs
- Hepatomegalie, Hepatosplenomegalie
- Insulinresistenter aketotischer Diabetes mellitus
- Makrosomie bereits im Säuglings- und Kleinkindesalter
- Muskelhypertrophie bereits im Säuglingsalter
- Hypertrichose
- Frühzeitig Zeichen der Virilisierung, Pubertas praecox, Polyzystische Ovarien
- Vergrößerte Venen subkutan
- Hyperpigmentierung (Pseudoacanthosis nigricans)
- In 50 % verzögerte geistige Entwicklung.

## Diagnose
Die Diagnose ergibt sich aus der Klinik und den Laborwerten mit Hypertriglyceridämie, Insulinresistenz, Hyperglykämie und erniedrigtem Leptin im Blutserum.
Im Röntgenbild fällt ein akzeleriertes Skelettalter auf. In 8 – 20 % finden sich Knochenzysten.

## Differentialdiagnose
Abzugrenzen sind:
- andere Formen der Insulinresistenz
- Familiäre-Lipodystrophie-Syndrome
- Partielle Lipatrophien
- Sotos-Syndrom
- Laminopathien
- Parry-Romberg-Syndrom
- Barraquer-Simons-Syndrom
- Lawrence-Syndrom (erworbene generalisierte Lipodystrophie)

## Therapie
Eine ursächliche Behandlung ist nicht bekannt, im Vordergrund steht die Behandlung des Diabetes.

## Aussichten
Die Erwachsenengröße liegt in der Norm.
Die Prognose gilt als nicht gut aufgrund frühzeitiger Komplikationen des Diabetes sowie von Lebererkrankungen und Hypertrophe Kardiomyopathie.

## Geschichte
Erstbeschrieben wurde die Erkrankung 1946 durch den englischen Hautarzt R. D. Lawrence, weiter 1954 durch den brasilianischen Endokrinologen W. Berardinelli (1903–1956) sowie 1959 durch den norwegischen Kinderarzt M. Seip.